# Philochrysia
Philochrysia là một chi bướm đêm thuộc họ Noctuidae.